# Klasztor Peribleptu

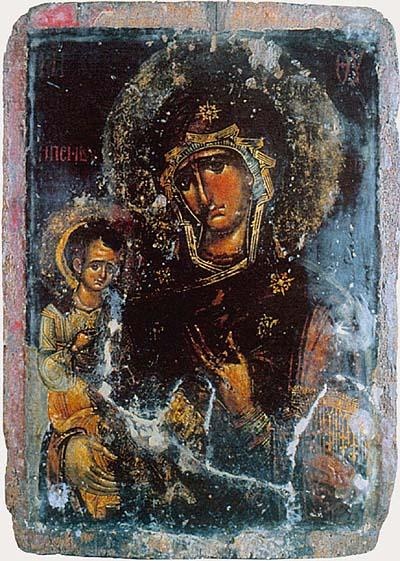
Matka Boska Peribleptos z kościoła w Čajniče w Bośni. Uważa się, iż ikona ta jest częściowo wzorowana na Konstantynopolitańskiej

Klasztor Peribleptu (gre.: ή μονή Περιβλέπτον) – klasztor w Konstantynopolu pod wezwaniem Bogurodzicy Wszystkowidzącej (gre.: Θεοτόκος Περιβλέπτον) założony i bogato uposażony ok. roku 1030 przez cesarza Romana III. Klasztor znajdował się w południowo-zachodniej części miasta - w dzielnicy Psamathia, niedaleko Klasztoru Studios i złotej bramy. Położony był na zboczu siódmego wzgórza Konstantynopola, spadającego w stronę Propontydy. Obecnie na miejscu klasztoru stoi Ormiański kościół Świętego Jerzego.

## Historia Klasztoru

### Fundacja Klasztoru

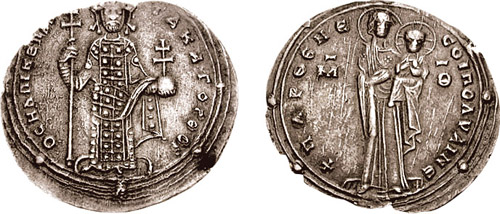
Roman III Argyros - fundator klasztoru.

Klasztor Peribleptu stanowił podstawową fundację cesarza Romana III. Jak ironicznie zauważa Psellos cesarz zazdrościł zarówno Salomonowi jak i Justynianowi. Pragnąc im dorównać nie szczędził kosztów na budowę nowej świątyni co według Psellosa doprowadziło do wyczerpania zasobów skarbu. Budowa klasztoru miała jego zdaniem przebiegać dość chaotycznie. Plan ulegał częstym zmianom tak, że niektóre wzniesione już elementy budowli były następnie rozbierane bądź przebudowywane. Ostateczny efekt był jednak zdaniem Psellosa imponujący i zachwycał swoją symetrią oraz przepychem.

### Dalsze losy
Klasztor Peribleptu był jednym z najważniejszych tego typu obiektów w Konstantynopolu. W kościele przyklasztornym pochowano między innymi fundatora - Romana III oraz Nicefora III, który w klasztorze spędził swoje ostatnie dni pozbawiony tronu przez Aleksego I Komnena.
Po zajęciu Konstantynopola przez krzyżowców, uczestników niesławnej IV Krucjaty klasztor zajęli benedyktyni z Wenecji. Klasztor został odbudowany i powtórnie przekazany mnichom greckim przez cesarza Michała VIII po odzyskaniu miasta w 1261.
W czasie oblężenia Konstantynopola przez sułtana Murada II w klasztorze rezydował cesarz Manuel II Paleolog. Według niektórych podań w klasztorze miałby zostać pochowany ostatni cesarz Bizancjum - Konstantyn XI choć jest to mało prawdopodobne.
Po upadku miasta klasztor pozostał w rękach jego greckich mieszkańców. Pod koniec XVI lub w pierwszej połowie XVII wieku zabudowania klasztorne przekazano miejscowej społeczności ormiańskiej, która licznie zamieszkiwała tę część miasta. Do 1641 roku mieściła się tu ormiańska katedra, w której rezydował Ormiański patriarcha Konstantynopola. Świątynię całkowicie przebudowano w XIX wieku, w dalszym ciągu pozostaje ona we władaniu wspólnoty ormiańskiej.
W roku 1998, w czasie prac budowlanych, natrafiono na pozostałości bizantyńskiej świątyni.

## Opis Klasztoru

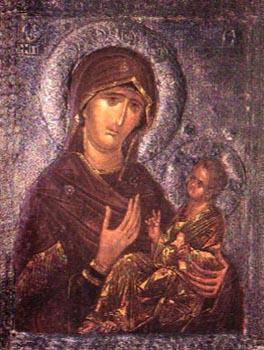
Matka Boska Peribleptos z klasztoru w Ochrydzie

Zespół klasztorny znajdował się przy ulicy Mese (środkowej). Od tej strony miała znajdować się monumentalna brama klasztorna, na której umieszczono przedstawienia ukrzyżowania i sądu ostatecznego. Kompleks klasztorny był znacznych rozmiarów. Jak podaje Psellos zachwycał on swoją symetrią oraz przepychem.

### Relikwie
Klasztor był znany ze swoich relikwii. Znajdowała się tu ręka Jana Chrzciciela, którą miał on ochrzcić Chrystusa. Ręka była pokryta złotą emalią lecz pozbawiona jednego z palców. W kościele miała się także znajdować głowa św. Grzegorza z Nazjanzu. Według podań w kościele znajdowały się również relikwie Symeona Sprawiedliwego, kapłana, który rozpoznał młodego Jezusa w Świątyni Jerozolimskiej (Łk. 2,25-35). Podaje się, iż w świątyni znajdowały się także relikwie św Stefana Młodszego, męczennika z okresu ikonoklazmu.

### Ikony
Klasztor był również wyposażony w znane i otaczane kultem ikony. Według podań znajdowała się tu ikona Chrystusa Zbawiciela, dawniej mieszczącą się w Chalke (prawdopodopnie postikonoklastyczna kopia). Według legendy wizerunek ten miał przemówić do cesarza Maurycjusza, wytknąć mu jego grzechy, a następnie wezwać go do poprawy co Maurycjusz następnie uczynił.
W przyklasztornym kościele miała się wreszcie znajdować cudowna ikona Bogurodzicy, przeniesiona tu być może z kościoła Mądrości Bożej (bądź też kopia ikony z tego kościoła). Według legendy ikona została ugodzona nożem przez Żyda, a z tak powstałej rany miała następnie popłynąć krew.
Na cudownej ikonie Matki Boskiej Peribleptos wzorowało się wielu późniejszych artystów. Ikony tego typu występowały między innymi w Klasztorze Peribleptos w Ochrydzie oraz w Kościele Zaśnięcia N.M.P w Čajniče w Bośni.